# 팜뚜언하이
팜뚜언하이(베트남어: Phạm Tuấn Hải, 1998년 5월 19일~)는 베트남의 축구 선수로, 포지션은 공격수 및 윙어이다. 현재 V리그 1의 하노이 FC와 베트남 축구 국가대표팀 소속으로 활동하고 있다.

## 국가대표팀 경력

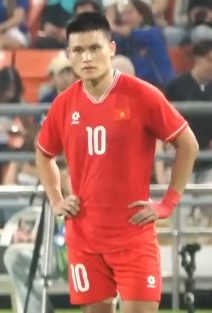
2024년 동남아시아 축구 선수권 대회 결승전 당시의 팜뚜언하이

팜뚜언하이는 2021년 10월 12일, 오만과의 2022년 FIFA 월드컵 아시아 지역 예선 경기에서 베트남 국가대표팀 데뷔전을 치렀다.
2022년 6월 1일, 그는 아프가니스탄과의 평가전에서 두 골을 기록하며 국가대표팀 첫 골을 넣었다.
2022년 12월, 그는 박항서 감독이 이끄는 23인 최종 명단에 발탁되어 2022년 동남아시아 축구 연맹 선수권 대회에 참가했으며, 조별리그 라오스전에서 교체 출전해 13분간 출전하며 대회 데뷔전을 치렀다.
2024년 1월 4일, 그는 2023년 AFC 아시안컵을 위한 베트남 대표팀 명단에 포함되었으며, 1월 14일 일본과의 경기에서 골을 기록했다. 이 경기는 베트남이 2–4로 패배했다.
2024년 6월 6일, 그는 필리핀과의 2026년 FIFA 월드컵 2차 예선 경기에서 추가시간(90+5분)에 극적인 결승골을 넣으며 팀의 3–2 승리를 이끌었다.
2025년 1월 5일, 그는 2024년 동남아시아 축구 연맹 선수권 대회 결승 2차전에서 선제골을 기록하며 베트남에 1–0 리드를 안겼다. 또한 후반 82분에는 간접 슈팅이 태국의 판사 헴비분의 자책골을 유도하며 2–2 동점을 만들었다. 베트남은 이후 경기를 승리로 마무리하며 대회 통산 세 번째 우승을 차지했다.